# Эрнандес Леива, Фернандо
Фернандо Эрнандес Леива (исп. Fernando Hernandez Leyva; род. 30 ноября 1964, Куэрнавака, Морелос, Мексика) — мексиканский серийный убийца, убивший 33 человека в 5 штатах страны. Сам убийца признался в 137 убийствах.

## Биография
Родился 7 мая (по другим версиям — 11 или 19 мая) 1964 года. О его детстве известно крайне немного.
На данный момент, по оценкам экспертов, число жертв Фернандо составляет 137 человек. Тем не менее, расследование продолжается, и их количество может увеличиться.
В 13 лет впервые был арестован, однако дважды сумел сбежать из тюрьмы. В 1999 году был арестован снова. Пытался повеситься в своей камере, однако веревка порвалась, и в результате Фернандо получил лишь раны и ушибы.
По результатам психологической экспертизы, был признан психопатом, убивавшим ради садистского удовольствия.

## Арест
Заявление мексиканских властей о том, что маньяк, убивший сотни людей, был пойман, вызвал сомнения у жителей страны, однако вскоре Фернандо, по прозвищу «Панчо Лопес», появился перед телекамерами и признался в своих преступлениях. На вопрос о мотивах убийств он ответил: «Я убил их, потому что я был должен делать это. Я не умею делать ничего больше».

## Суд и приговор
После начала суда над маньяком и помещения его в исправительную тюрьму начались публичные протесты людей, желавших провести самосуд. Фернандо выделили максимально защищенную камеру, чтобы исключить возможность побега.
По словам налогового инспектора Хосе Леонардо Кастильо Помбо, после начала расследования число жертв Фернандо начало стремительно расти.
В настоящее время убийца находится в тюрьме Ла Пальмы и выйдет на свободу в 2049 году в возрасте 84 лет.